# Theope janus
Theope janus är en fjärilsart som beskrevs av Butler 1867. Theope janus ingår i släktet Theope och familjen Riodinidae. Inga underarter finns listade i Catalogue of Life.